# Shetlandsöarnas herrlandslag i fotboll
Shetlandsöarnas herrlandslag i fotboll representerar Shetlandsöarna i fotboll för herrar. Man är inte med i Fifa eller Uefa, och får därmed inte delta i kval till de stora tävlingar. Däremot får man vara med i Internationella öspelen, vars fotbollsturnering man vann 2005, och den stora rivalen är Orkneyöarna.

### Fotnoter
1. ↑  ”Shetland Shock to End: The 2005 Island Games ended with the biggest shock in island games football history”. BBC Sport. 16 juli 2005. http://www.bbc.co.uk/jersey/content/articles/2005/07/16/ig05_final_report_feature.shtml. Läst 14 september 2011.
2. ↑  ”Football and hockey teams get ready to entertain Orkney rivals”. The Shetland Times. 29 juli 2011. http://www.shetlandtimes.co.uk/2011/07/29/football-and-hockey-teams-get-ready-to-entertain-orkney-rivals. Läst 14 september 2011.
3. ↑  Shields, Tom (22 juli 2007). ”Island Fling: Tom Shields investigates the very special rivalry between Orkney and Shetland” (på English). 'The Sunday Herald' (Glasgow: Scottish Media Group).